# La strada (rivista)
La strada, sottotitolo Poesia italiana d'oggi, è stata una rivista italiana di poesia, con periodicità bimestrale irregolare, edita a Roma dal 1946 al 1947, diretta da Antonio Russi.
Tra gli autori più noti che apparvero sulle pagine della rivista, possiamo ricordare Cesare Pavese nel primo numero (aprile maggio 1946), Pier Paolo Pasolini e Franco Fortini nel secondo (febbraio-marzo 1947) e Cesare Vivaldi nel terzo e ultimo numero pubblicato (aprile-maggio 1947).
Il primo fascicolo fu stampato dalla casa editrice romana Nuovi editori riuniti, il secondo e il terzo dalla Editrice Tariffi, sempre di Roma.
Antonio Russi, critico letterario e dal secondo dopoguerra docente universitario a Princeton, a Pisa e alla Scuola normale superiore, nel 1994 pubblicherà un libro rievocando l'esperienza della rivista.